# Iglesia de San Marcos (Belgrado)
La iglesia de San Marcos de Belgrado (Црква светог Марка/Crkva Svetog Marka, en serbio) es una iglesia ortodoxa serbia localizada en el parque Tašmajdan, en el barrio de Palilula, no lejos del Parlamento.
Fue construida en estilo serbio-neobizantino por los hermanos Petar y Branko Krstić sobre el lugar que había ocupado una iglesia anterior que se remontaba a 1835; las obras concluyeron  en 1940, siendo la planta del templo una reminiscencia de la arquitectura del monasterio de Gračanica. Sufrió graves daños durante el bombardeo alemán de 1941, por lo que tuvo que ser demolida y reconstruida. Es una de las iglesias más grandes del país, y conserva una rica colección de iconos del arte religioso serbio de los siglos XVIII y XIX. Su interior aún no se encuentra completamente terminado. Aloja enterramientos de importantes personajes históricos del país como eclesiásticos, hombres ilustres y miembros de la familia real de Serbia, entre ellos los de Alejandro I y Draga Mašin.

## Galería

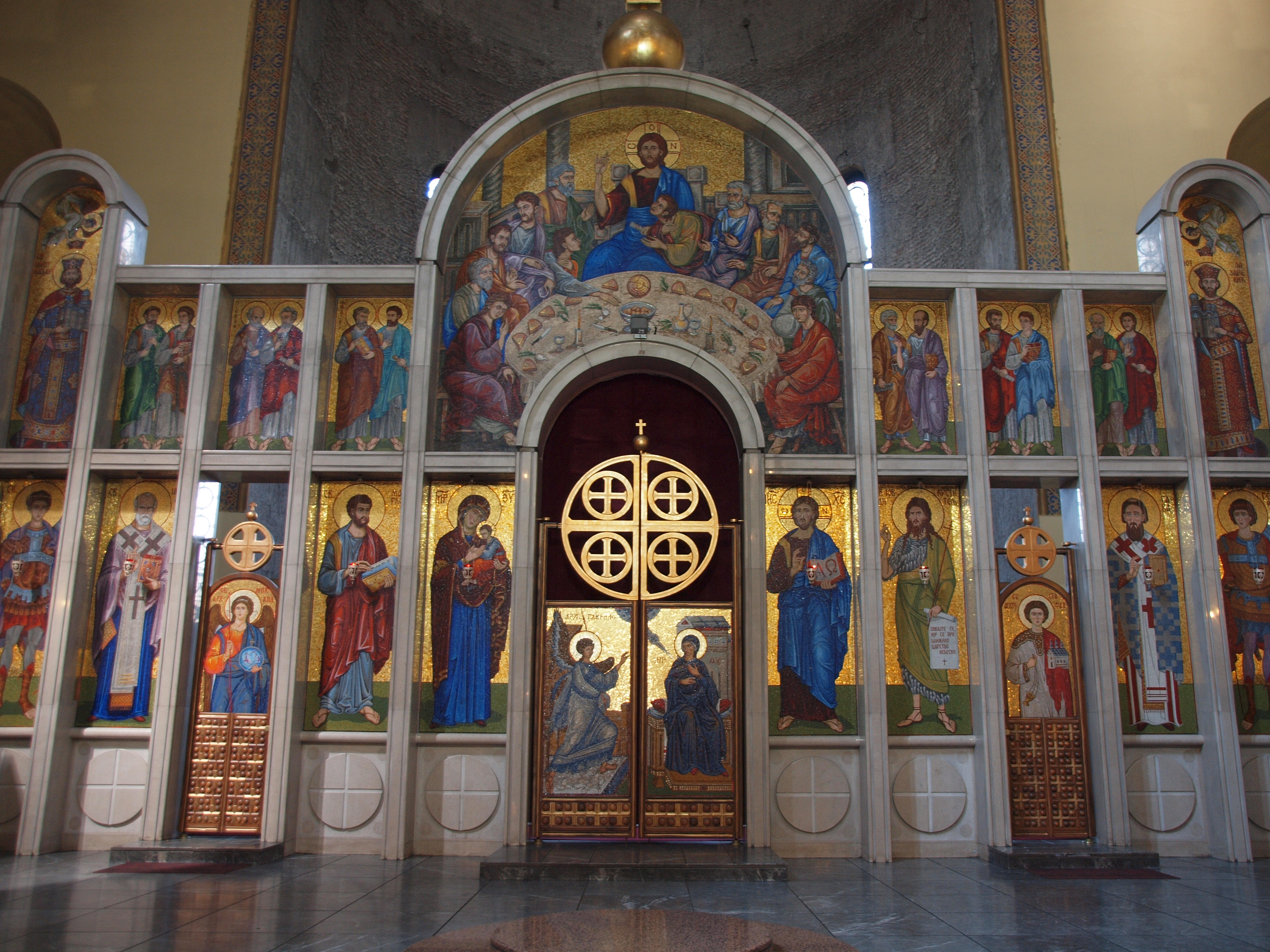
Iconostasio
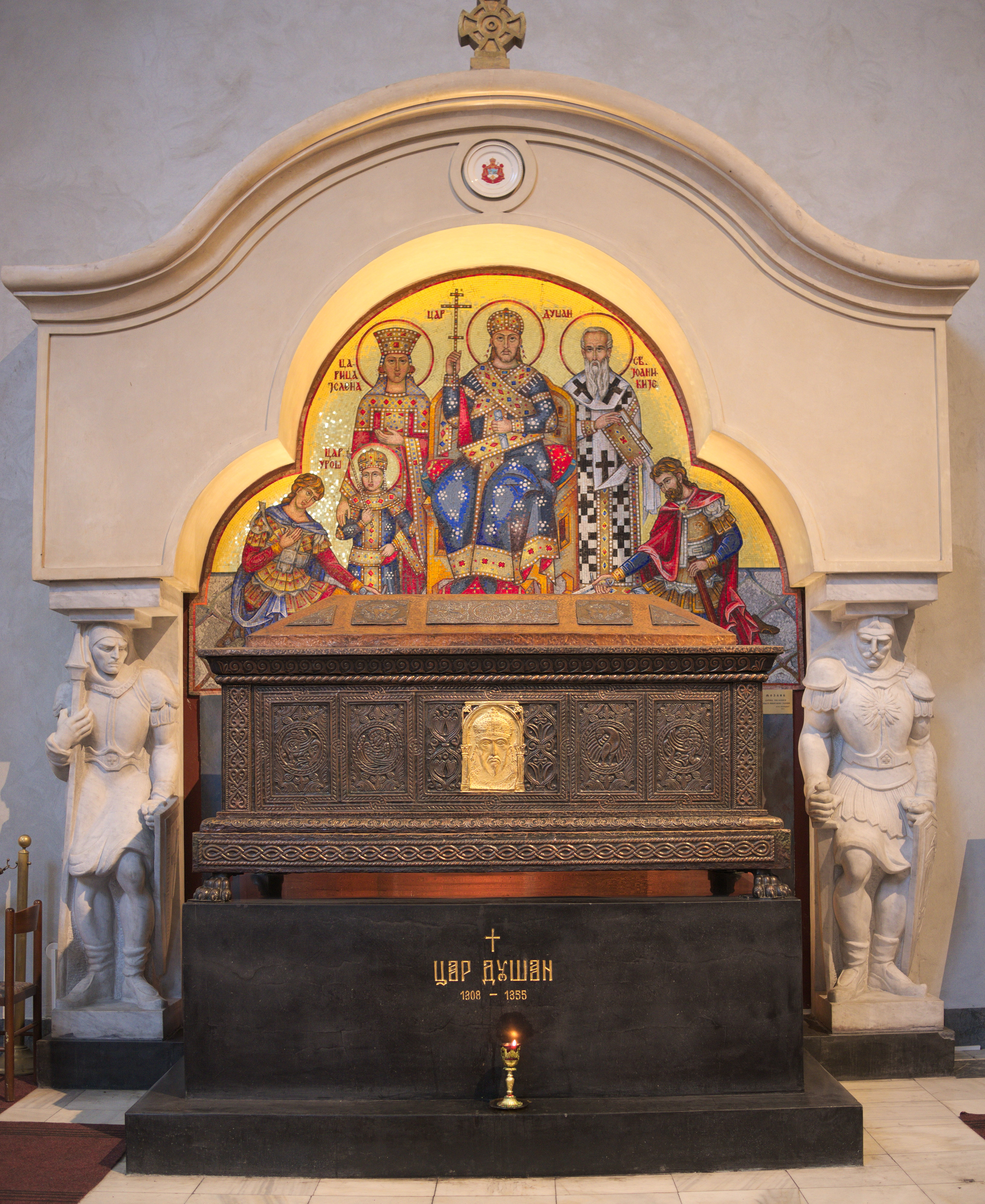
Sarcófago de Esteban Dušan
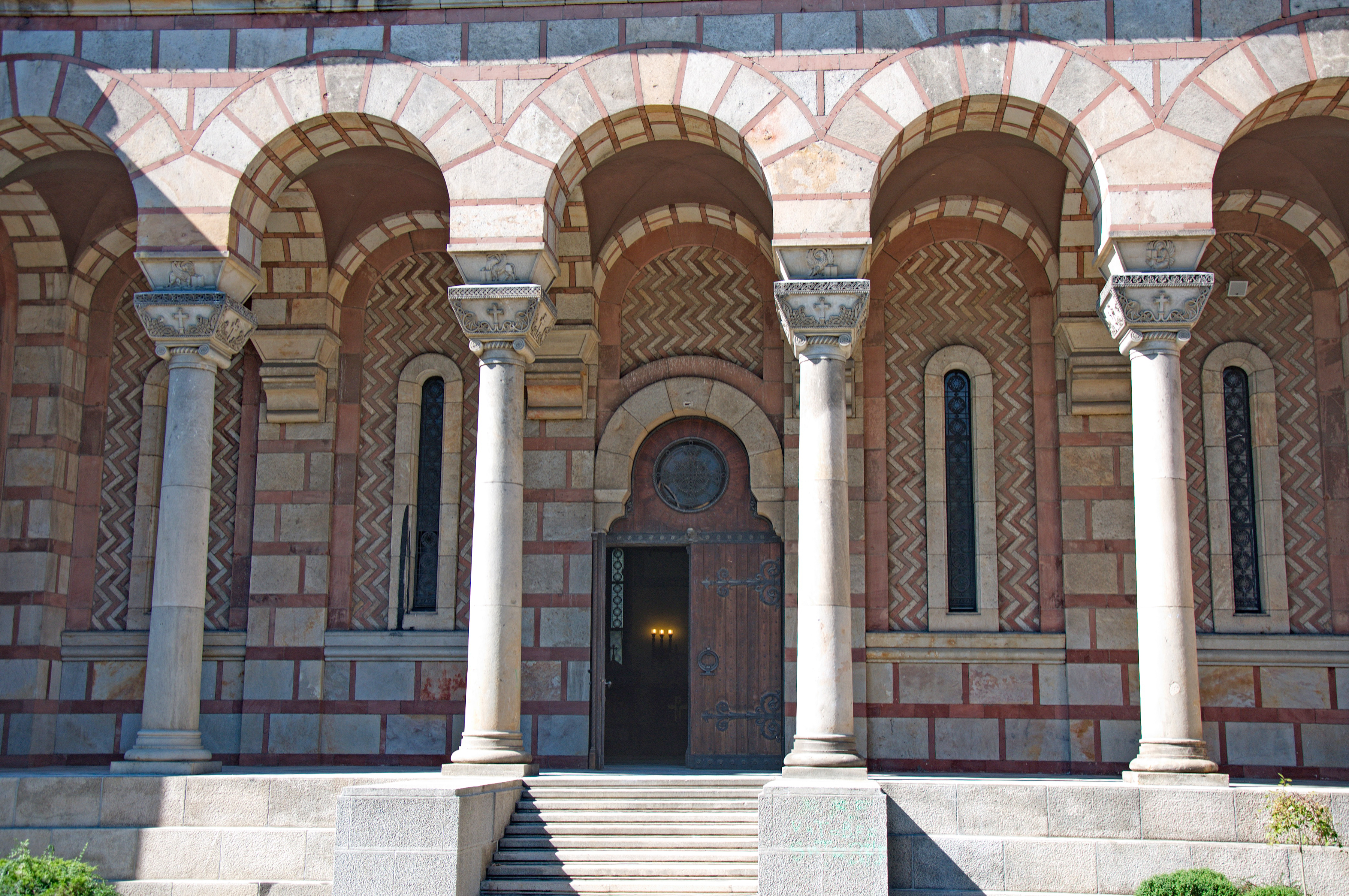
Arcos de la fachada
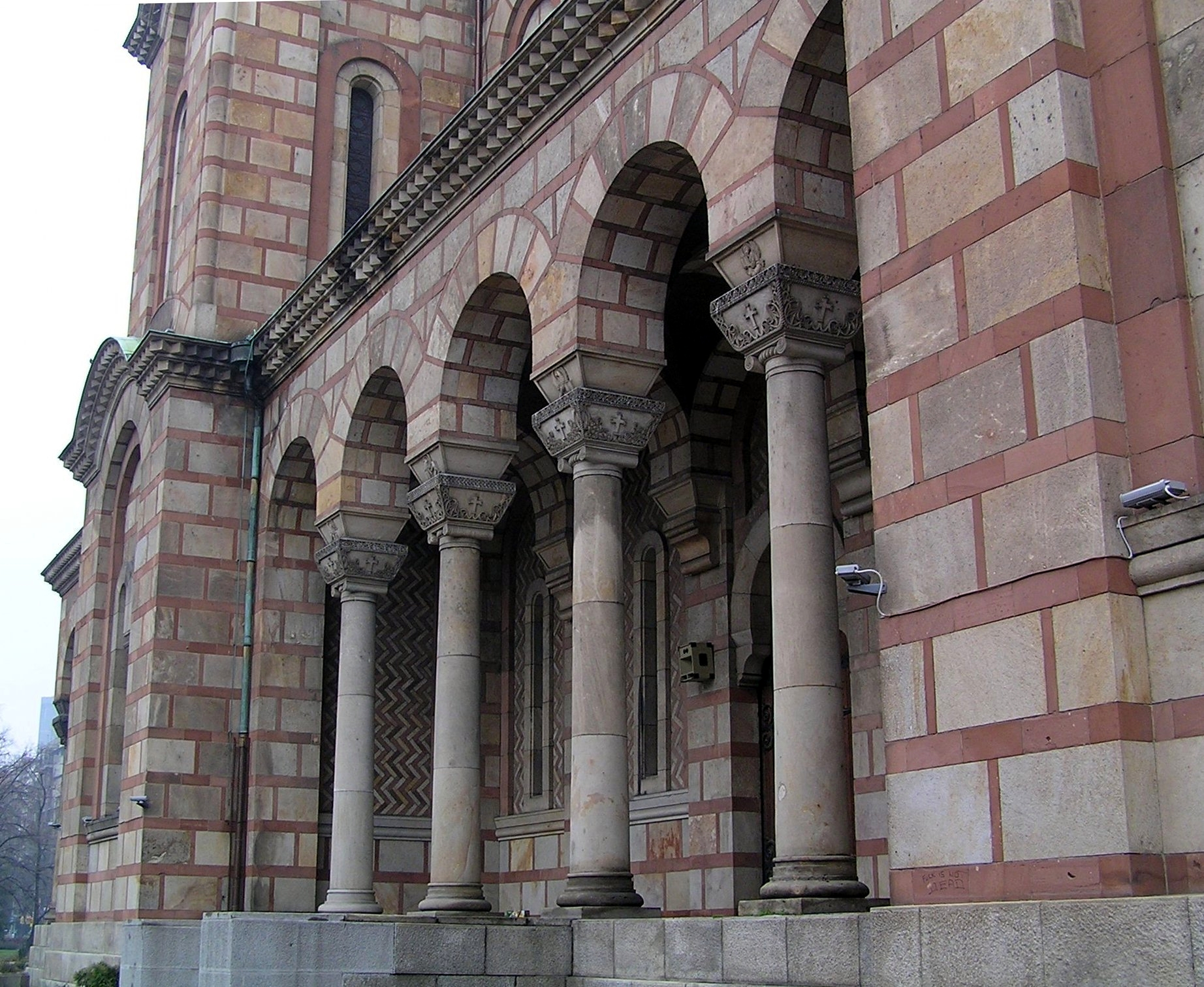
Detalle de la fachada